# خوسيه أنطونيو روزاس
خوسيه أنطونيو روزاس (بالإسبانية: José Antonio Rosas)‏ هو لاعب كرة قدم مكسيكي، ولد في 27 فبراير 1986. لعب مع نادي كوريكامينوس ‏.

## وصلات خارجية
- خوسيه أنطونيو روزاس على موقع قاعدة بيانات كرة القدم.إي يو (الإنجليزية)